# Кінугаса Тейноске
Тейноске Кінугаса (衣笠 貞之助 (яп. Kinugasa Teinosuke); нар. 1 січня 1896, префектура Міе, Японія — пом. 26 лютого 1982, Кіото, Японія) — японський актор і кінорежисер.

## Біографія
Тейноске Кінугаса народився 1 січня 1896 року в префектурі Міе (регіон Кінкі, Японія). З 15 років виступав в трупі кабукі в амплуа оннагата, виконуючи жіночі ролі. Як оннагата у 1917 році Кінугаса прийшов у кіно і всього за рік знявся в 44 фільмах студії «Nikkatsu». У 1919-му він зіграв головну роль у фільмі «Зльоти і падіння» режисера Ейдзо Танака.
Режисерський дебют Кінугаси з фільмом «Смерть молодшої сестри» відбувся 1920 року. Під впливом німецького експресіонізму поставив фільми «Божевільна сторінка» (1926) і «Перехрестя» (1928). У жанрі «дзідайґекі» зняв стрічки «Дитина-фехтувальник», «Чортополох» і «Зірка чоловіка і дружини» (1927).
У 1928—1931 роках Кінугаса жив в СРСР і Німеччині. Поставив соціально-проблемну стрічку «Перед світанком» (1931), в якій позначився вплив прийомів монтажу Ейзенштейна. У фільмі «Повість про вірність» (1932) експериментував із звуком.
Серед багатьох стрічок Кінугаси, присвячених епосі Мейдзі (кінець XIX — початок XX століть) виділяється фільм «Добродій на одну ніч» (1946). Міжнародної популярності набула стрічка «Брама пекла» (1953), яка отримала Гран-прі 7-го Каннського міжнародного кінофестивалю та премію «Оскар» у номінації за найкращий фільм іноземною мовою.
У 1966 році Кінугаса спільно з Едуардом Бочаровим поставив першу радянсько-японську стрічку «Маленький утікач» (головний приз у конкурсі дитячих фільмів на Московському міжнародному кінофестивалі, 1967).

## Фільмографія (вибіркова)
Режисер
| Рік  | Назва українською                                         | Оригінальна назва                                                           |
| ---- | --------------------------------------------------------- | --------------------------------------------------------------------------- |
| 1922 |                                                           | Aa, Konishi junsa                                                           |
| 1925 | Сонце                                                     | Nichirin                                                                    |
| 1926 | Божевільна сторінка                                       | 狂った一頁 / Kurutta ippêji                                                 |
| 1928 | Історії приморської країни                                | Kaikokuki                                                                   |
| 1928 | Перехрестя                                                | 十字路 / Jūjiro                                                             |
| 1932 | Повість про вірність                                      | Chûshingura — Zempen: Akahokyô no maki                                      |
| 1935 | Помста актора                                             | 雪之丞変化 / Yukinojô henge: Daiippen dainihen                              |
| 1941 | Битва при Каванакадзимі                                   | Kawanakajima kassen                                                         |
| 1946 | Добродій на одну ніч                                      | 或る夜の殿様 / Aru yo no tonosama                                           |
| 1947 | Історія четвертого кохання                                | Yottsu no koi no monogatari                                                 |
| 1952 | Легенда про Великого Будду                                | 大仏開眼 / Daibutsu kaigen                                                  |
| 1953 | Брама пекла                                               | 地獄門 / Jigokumon                                                          |
| 1955 | Історія міських околиць біля річки                        | Kawa no aru shitamachi no hanashi                                           |
| 1955 | Дівчинці кохати не дозволено                              | 薔薇いくたびか / Bara ikutabika                                             |
| 1956 | Нова повість про будинок Тайра: Йосінака і три його жінки | Shin, Heike monogatari: Yoshinaka o meguru sannin no onna                   |
| 1956 | Ханпеїта, майстер фехтування                              | 月形半平太 花の巻 嵐の巻 / Tsukigata Hanpeita: Hana no maki; Arashi no maki |
| 1956 | Іскра                                                     | Hibana                                                                      |
| 1957 | Таємниця Наруто                                           | 鳴門秘帖 / Naruto hichô                                                     |
| 1957 | Укіфуне                                                   | 白鷺 / Shirasag                                                             |
| 1958 | Жінка з Осаки                                             | Ôsaka no onna                                                               |
| 1958 | Біла чапля                                                | 白鷺 / Shirasagi                                                            |
| 1959 | Зображення спеконого дня                                  | Kagero ezu                                                                  |
| 1960 | Паперовий ліхтар                                          | Uta andon                                                                   |
| 1961 | Сплутане волосся                                          | Midaregami                                                                  |
| 1961 | Окото і Саске                                             | Okoto to Sasuke                                                             |
| 1963 | Брехня                                                    | Uso (1963)                                                                  |
| 1963 | Чародій                                                   | Yôsô (1963)                                                                 |
| 1966 | Маленький утікач                                          | Маленький беглец                                                            |

## Визнання
| Нагороди та номінації Тейноске Кінокаси | Нагороди та номінації Тейноске Кінокаси | Нагороди та номінації Тейноске Кінокаси | Нагороди та номінації Тейноске Кінокаси |
| Рік                                     | Категорія                               | Фільм                                   | Результат                               |
| --------------------------------------- | --------------------------------------- | --------------------------------------- | --------------------------------------- |
| Каннський міжнародний кінофестиваль     |                                         |                                         |                                         |
| 1953                                    | Гран-прі фестивалю                      | Легенда про Великого Будду              | Номінація                               |
| 1954                                    | Гран-прі фестивалю                      | Брама пекла                             | Перемога                                |
| 1959                                    | Золота пальмова гілка                   | Біла чапля                              | Номінація                               |
| 1959                                    | Спеціальна згадка                       | Біла чапля                              | Перемога                                |
| Міжнародний кінофестиваль у Локарно     |                                         |                                         |                                         |
| 1954                                    | Золотий леопард                         | Брама пекла                             | Перемога                                |